# Grb Nizozemske
Grb Nizozemske proglašen je 1815. godine, kada je poslije Bečkog kongresa ustanovljena monarhija.

## Opis
Grb sadrži mješavinu heraldičkih elemenata s grbova ranije Nizozemske Republike i obitelji Orange-Nassau koja je postala kraljevska. Lavovi koji drže štit i lav na štitu odranije su poznati kao simboli Provincije Holandije, koja sad označava drugo ime za Nizozemsku. Lav na štitu pored mača, simbola vlasti i snage, drži sedam strijela koje predstavljaju sedam prvobitnih nizozemskih provincija. Ispod se nalazi moto obitelji Orange-Nassau: Je maintiendrai - nastaviti ću, izdržati ću. Hermelinski je ogrtač simbol monarhije.
Vlada koristi grb bez ogrtača, ponekad i bez lavova - držača.